# Izochroma

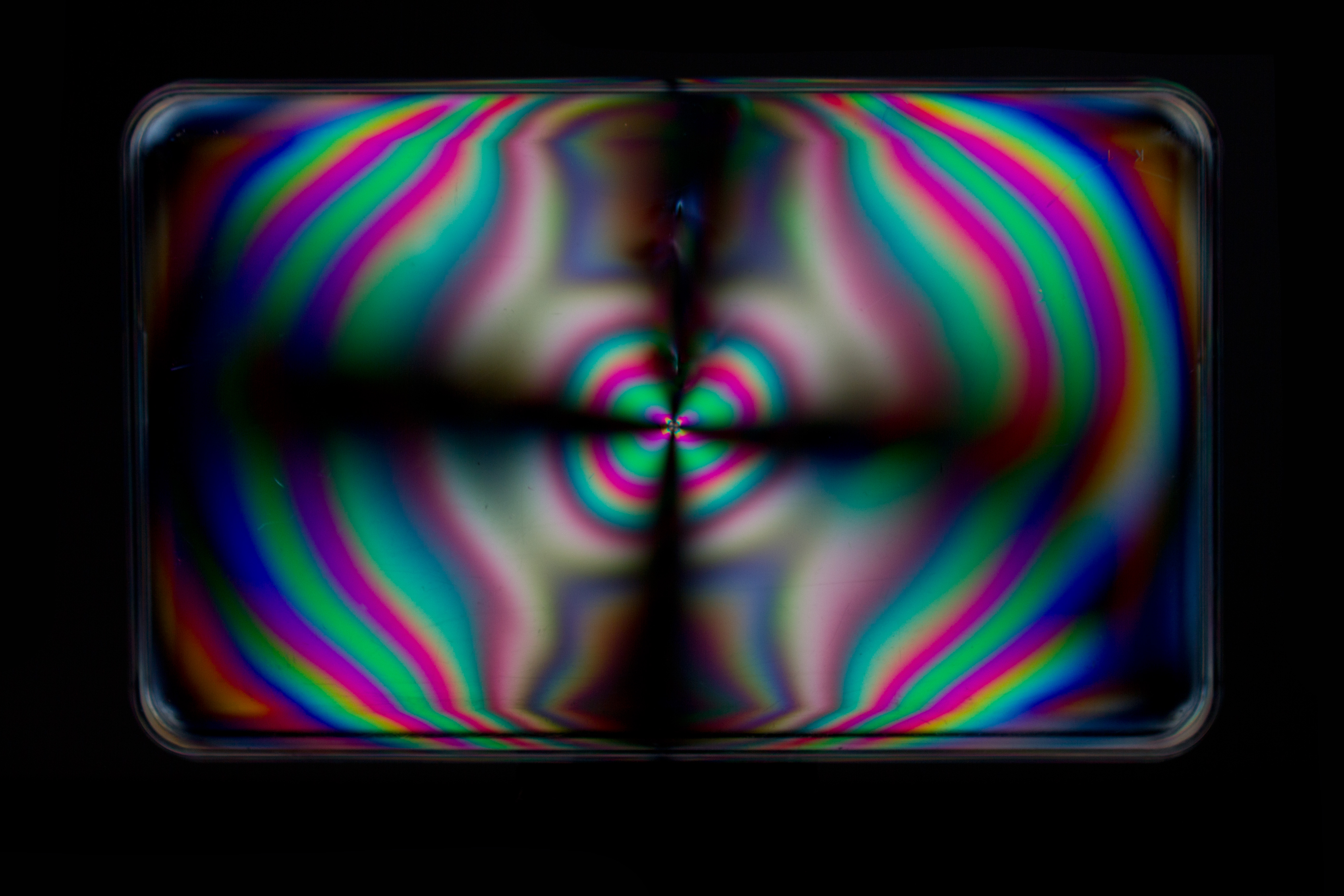
Wewnętrzne naprężenia w badanym przedmiocie. Wykonano w podwójnie spolaryzowanym świetle. Izochromy widziane w polaryskopie.

Izochroma – w elastooptyce - prążek interferencyjny przebiegający przez punkty ciała, w których wartość naprężeń stycznych jest jednakowa.